# 侯度 (嘉靖進士)
侯度（1504年—1547年），字憲甫，號介潭、又号西湄，山東東阿縣人，明朝政治人物。

## 生平
嘉靖十年（1531年）辛卯山東鄉試第四十七名舉人，嘉靖十一年（1532年）壬辰科第三甲第一百五十名進士。户部观政，授淮安府推官，十九年十月選為四川道試监察御史，二十年十一月實授，二十一年出按山西，二十五年巡按河南，湖广守备太监廖斌派遣长随夏忠进献皇庄子粒银，至河南新乡为强盗所劫，侯度与分巡佥事刘佐、分守参政常时平、卫辉府知府李用和等人被锦衣卫逮捕至京，送镇抚司拷问，释放後行至良乡，因傷重而亡，年四十有四。

## 家族
曾祖侯珪，祖侯觀，父侯克嶷，母李氏。兄侯卿；侯臣。子侯葯。